# Jojo Moyes

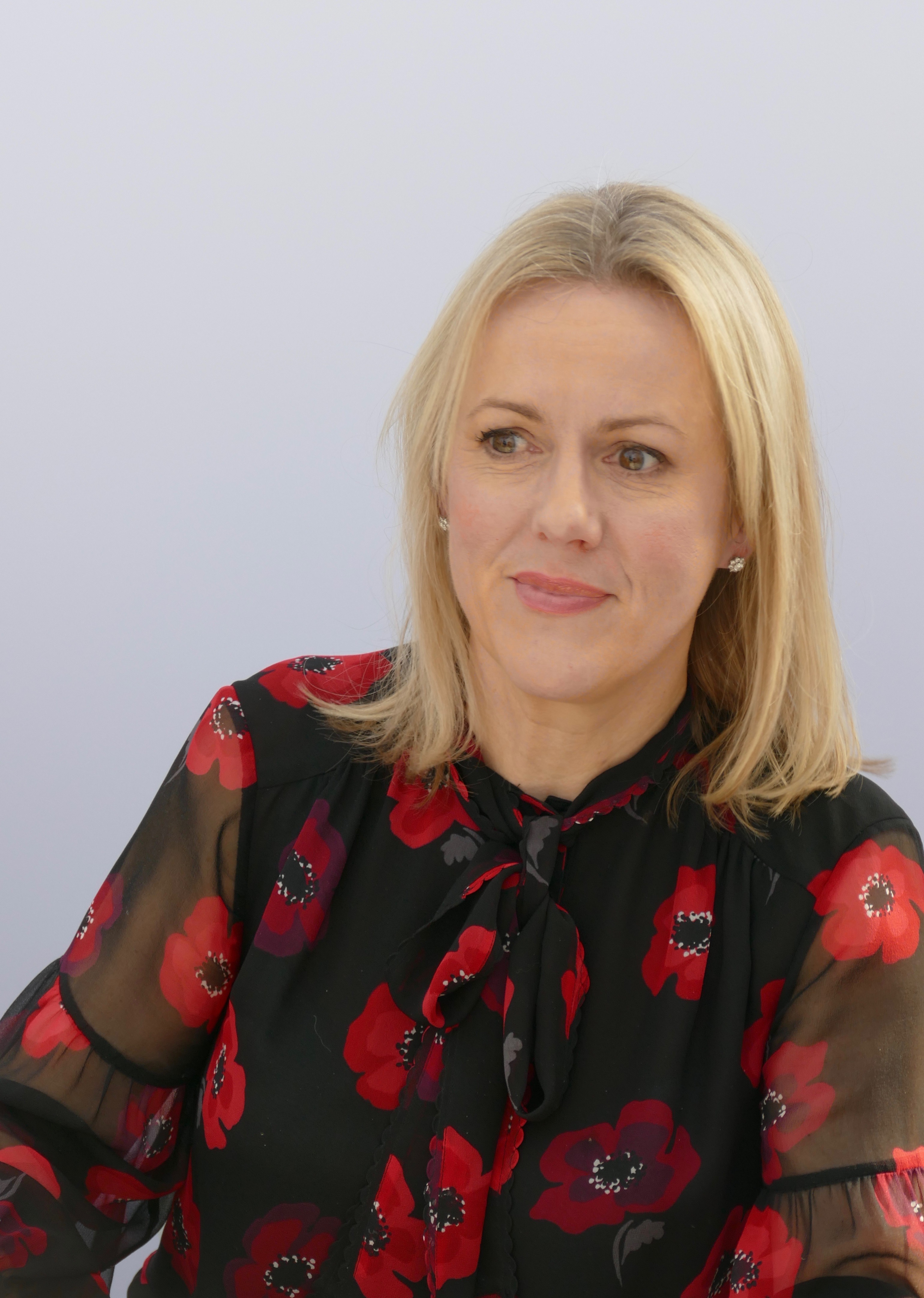
Jojo Moyes stellt auf der Leipziger Buchmesse 2018 ihren Roman Mein Herz in zwei Welten vor

Pauline Sara Jo „Jojo“ Moyes (* 4. August 1969 in London) ist eine britische Journalistin, Schriftstellerin und Drehbuchautorin.

## Leben
Weil ihre Eltern große Fans der Beatles waren, erhielt Jojo Moyes ihren Vornamen nach dem in dem vier Monate vor ihrer Geburt veröffentlichten Song Get Back besungenen Mann. Sie wuchs als Einzel- und Scheidungskind in einer „recht rauen Gegend Londons“ auf. Moyes arbeitete nach ihrem Schulabschluss in mehreren Berufen, bevor sie am Bedford College und am Royal Holloway, beides Colleges der Universität London, Soziologie studierte. Mit einem von The Independent finanzierten Stipendium studierte sie Journalismus an der City University London. 1994 schrieb sie aus Hongkong für die Sunday Morning Post. Rund zehn Jahre arbeitete sie beim Independent in unterschiedlichen Funktionen.
Mit dem Roman Sheltering Rain, der noch im selben Jahr unter dem deutschen Titel Die Frauen von Kilcarrion beim Rowohlt Verlag erschien, debütierte Moyes 2002 als Schriftstellerin. Fortan konzentrierte sie sich aufs Schreiben, daneben publizierte sie Kolumnen, etwa für The Daily Telegraph. Mit ihrem zweiten Roman, Foreign Fruit (deutsch: Das Haus der Wiederkehr), gewann sie den Romantic Novel of the Year Award der britischen Romantic Novelists’ Association. 2011 erhielt sie die Auszeichnung zum zweiten Mal für den Roman The Last Letter From Your Lover (deutsch: Eine Handvoll Worte).
Ihren größten Erfolg hatte Moyes mit ihrem 2012 erschienenen Roman Ein ganzes halbes Jahr. Die Liebesgeschichte mit einer jungen Frau als Protagonistin, die Pflegerin eines reichen Tetraplegikers wird, wurde weltweit ein Erfolg und in über 34 Sprachen übersetzt. In Deutschland erschien das Buch im März 2013 mit einer Startauflage von 120.000 Exemplaren im Rowohlt Verlag und wurde mit über 1,2 Millionen verkauften Exemplaren der erfolgreichste Roman 2013. Gemeinsam mit dem Roman Eine Handvoll Worte verkaufte sie 2013 allein in Deutschland über 2 Millionen Exemplare. Das Hollywoodfilmstudio MGM erwarb bereits im Januar 2013 die Filmrechte an Ein ganzes halbes Jahr. Der gleichnamige Film erschien im Juni 2016 nach einem von Moyes verfassten Drehbuch. Moyes wehrt sich gegen die Kategorisierung ihrer Werke als Chick-Lit. 2023 erschien ihr Roman Mein Leben in deinem.
Mit ihrem Mann und den drei gemeinsamen Kindern lebte Moyes in Saffron Walden, Essex auf einem kleinen Gehöft. Nach 22 Jahren Ehe haben sie sich einvernehmlich scheiden lassen.

## Auszeichnungen
- 2013 LovelyBooks Leserpreis in der Kategorie Roman für Ein ganzes halbes Jahr
- 2014 LovelyBooks Leserpreis in der Kategorie Roman für Weit weg und ganz nah
- 2015 LovelyBooks Leserpreis in der Kategorie Roman für Ein ganz neues Leben und für Ein Bild von dir in der Kategorie Liebesroman
- 2016 LovelyBooks Leserpreis in der Kategorie Roman für Über uns der Himmel, unter uns das Meer
- 2017 LovelyBooks Leserpreis in der Kategorie Roman für Im Schatten das Licht
- 2019 LovelyBooks Leserpreis in der Kategorie Roman für Wie ein Leuchten in tiefer Nacht

## Bibliografie

### Romane
- Sheltering Rain (2002)
  - Die Frauen von Kilcarrion, dt. von Ingrid Altrichter und Theresia Übelhör; Wunderlich Verlag, Reinbek bei Hamburg 2002, ISBN 3-8052-0728-X.
- Foreign Fruit (2003)
  - Das Haus der Wiederkehr, dt. von Sabine Schulte; Wunderlich Verlag, Reinbek bei Hamburg 2003, ISBN 3-8052-0763-8.
- The Peacock Emporium (2004)
  - Suzannas Coffee-Shop, dt. von Sabine Schulte; Wunderlich Verlag, Reinbek bei Hamburg 2005, ISBN 3-8052-0782-4.
- The Ship of Brides (2005)
  - Über uns der Himmel, unter uns das Meer, dt. von Katharina Naumann; Rowohlt Polaris, Reinbek bei Hamburg 2016, ISBN 978-3-499-26733-8.
- Silver Bay (2007)
  - Dem Himmel so nah, dt. von Judith Schwaab; Page & Turner, München 2008, ISBN 978-3-442-20321-5. (ab 2009 Nächte, in denen Sturm aufzieht)
- Night Music (2008)
  - Der Klang des Herzens, dt. von Gertrud Wittich; Goldmann Verlag, München 2010, ISBN 978-3-442-47070-9.
- The Horse Dancer (2009)
  - Im Schatten das Licht, dt. von Silke Jellinghaus; Rowohlt Polaris, Reinbek bei Hamburg 2017, ISBN 978-3-499-26735-2.
- The Last Letter From Your Lover (2010)
  - Eine Handvoll Worte, dt. von Marion Balkenhol; Weltbild Verlag, Augsburg 2012, ISBN 978-3-86365-161-9.
- Me Before You (2012)
  - Ein ganzes halbes Jahr, dt. von Karolina Fell; Rowohlt Polaris, Reinbek bei Hamburg 2013, ISBN 978-3-499-26703-1.
- Honeymoon In Paris (2012)
  - Die Tage in Paris, dt. von Karolina Fell; Rowohlt-Taschenbuch-Verlag, Reinbek bei Hamburg 2015, ISBN 978-3-499-26790-1.
- The Girl You Left Behind (2012)
  - Ein Bild von dir, dt. von Karolina Fell; Rowohlt Polaris, Reinbek bei Hamburg 2015, ISBN 978-3-499-26972-1.
- The One Plus One (2014)
  - Weit weg und ganz nah, dt. von Karolina Fell; Rowohlt Polaris, Reinbek bei Hamburg 2014, ISBN 978-3-499-26736-9.
- After You (2015)
  - Ein ganz neues Leben, dt. von Karolina Fell; Wunderlich Verlag, Reinbek bei Hamburg 2015, ISBN 978-3-8052-5094-8. (Platz 1 der Spiegel-Bestsellerliste in den Jahren 2015 und 2016)
- Paris for One (2014)
  - Nachts an der Seine, dt. von Karolina Fell; Rowohlt-Taschenbuch-Verlag, Reinbek bei Hamburg 2016, ISBN 978-3-499-29070-1.
- Still me (2018)
  - Mein Herz in zwei Welten, dt. von Karolina Fell; Wunderlich Verlag, Reinbek bei Hamburg 2018, ISBN 978-3-8052-5106-8. (Platz 1 der Spiegel-Bestsellerliste vom 3. bis zum 16. Februar und vom 24. Februar bis zum 16. März 2018)
- The Giver of Stars (2019)
  - Wie ein Leuchten in tiefer Nacht, dt. von Karolina Fell; Wunderlich Verlag, Hamburg 2019, ISBN 978-3-8052-0029-5.
- Someone Else’s Shoes (2023)
  - Mein Leben in deinem, dt. von Karolina Fell; Wunderlich Verlag, Hamburg 2023, ISBN 978-3-8052-0085-1.
- We All Live Here (2025)
  - Zwischen Ende und Anfang, dt. von Karolina Fell; Rowohlt Wunderlich, Hamburg 2024, ISBN 978-3-8052-0115-5.

### Kurzgeschichten
- Kleine Fluchten. Geschichten vom Hoffen und Wünschen, dt. von Karolina Fell; Wunderlich Verlag, Reinbek bei Hamburg 2017, ISBN 978-3-8052-0017-2.

## Filmografie
- 2016: Ein ganzes halbes Jahr (Me Before You)
- 2021: Eine Handvoll Worte (The Last Letter From Your Lover)

## Hörbuch
- Ein ganzes halbes Jahr (DE: ×2Doppelplatin (Hörbuch-Award) )[7]
- Ein ganz neues Leben (DE: ×3Dreifachgold (Hörbuch-Award) )
- Eine Handvoll Worte (DE: Gold (Hörbuch-Award))
- Weit weg und ganz nah (DE: Gold (Hörbuch-Award))
- Mein Herz in zwei Welten (DE: Platin (Hörbuch-Award))
- Ein Bild von dir (DE: Gold (Hörbuch-Award))
- Nächte, in denen Sturm aufzieht (DE: Gold (Hörbuch-Award))
- Über uns der Himmel, unter uns das Meer (DE: Gold (Hörbuch-Award))
- Mein Leben in deinem